# Proyecto de ley de Humedales
El proyecto de ley de Humedales es una propuesta de legislación nacional de Argentina para la regulación, protección y conservación de los humedales. Argentina tiene 23 Sitios Ramsar de importancia internacional, y se estima que los humedales cubren aproximadamente el 20% del territorio nacional. Desde el año 2013 se han presentado diferentes proyectos de ley por diferentes fuerzas políticas, pero todos perdieron estado parlamentario.
Durante 2020, la ola de incendios en Argentina y la reacción ciudadana impulsaron el debate y la actividad parlamentaria para aprobar una Ley de Humedales. Si bien se llegó a un dictamen unificado, finalmente el Poder Ejecutivo excluyó el tratamiento de la ley en la agenda de sesiones extraordinarias del Congreso. Esto ocasionó que el proyecto perdiera estado parlamentario a fines de 2021.
En 2022, los sectores de la sociedad civil interesados en el tema continuaron exigiendo la aprobación de una ley de humedales. Una nueva ola de incendios forestales, particularmente en Corrientes y Santa Fe, reavivaron el debate a nivel nacional. Varios diputados y senadores presentaron nuevos proyectos. El diputado Leonardo Grosso presentó el mismo proyecto de ley en 2022 que había sido presentado anteriormente, enfatizando el largo proceso de redacción y consenso que siguió la propuesta parlamentaria. En julio de 2022, El Consejo Federal de Medio Ambiente (COFEMA) elaboró un proyecto propio que tomó como base lo que se había discutido en el Congreso previamente durante 2020. Varias organizaciones criticaron el proyecto por realizar cambios en la definición de humedales, el recorte de derechos en materia de acceso a la información pública y cambios en el sistema de sanciones y moratorias. Como aspecto positivo, se destaca el trabajo conjunto con todas las provincias para consensuar el proyecto. Finalmente, en agosto de 2022 el proyecto de Grosso fue girado a las comisiones parlamentarias para su discusión.
Quienes se oponen a la regulación argumentan que los distintos proyectos de ley afectarán o impedirán actividades agropecuarias, lo que a su vez generará impactos negativos en la generación de empleo y exportaciones.
A pesar de la ausencia de una ley a nivel nacional, algunas provincias avanzaron durante 2022 en la protección de los humedales. Misiones sancionó una ley provincial destinada a la protección de los humedales pertenecientes a su jurisdicción. Otras provincias comenzaron a generar un inventario de los humedales que se encuentran en su jurisdicción, según declaraciones de Juan Cabandié, el ministro de Ambiente. A esto se le suma la existencia de una Ley Nacional de Manejo del Fuego, sancionada en 2020, que protege a todos los ecosistemas contra los incendios intencionales o accidentales, lo que incluye a los humedales.

## Antecedentes

### Marco normativo
Argentina es parte del Convenio de Ramsar, aprobado por la Ley N° 23.919 y la Ley N° 25.335. En 2002, además, se sancionó la Ley General del Ambiente, que establece los presupuestos mínimos para la protección del ambiente en el país. 
En el 2008, a partir de una serie de incendios que afectaron cerca de 200.000 ha en el Delta del Paraná, se crea el Plan Integral Estratégico para la Conservación y Aprovechamiento Sostenible en el Delta del Paraná (PIECAS), un acuerdo jurisdiccional entre las provincias de Buenos Aires, Santa Fe y Entre Ríos. El PIECAS ha sido criticado por su capacidad de acción limitada. El Ministerio de Ambiente y Desarrollo Sostenible propuso en 2020 la reactivación del Plan.

### Proyectos de ley

#### 2013
El primer proyecto de ley para la protección de los humedales fue presentado por la senadora por Entre Ríos Elsa Ruiz Díaz, del Frente para la Victoria, en abril del año 2013. La elaboración de ese proyecto de ley contó con la ayuda de la Fundación Humedales, que desde el año 2012 venía solicitando la aprobación de una ley de presupuestos mínimos ambientales para los humedales. En septiembre de ese mismo año, el senador Rubén Giustiniani presentó otro proyecto de ley con el mismo objetivo. Los proyectos fueron unificados y se debatió en el Senado, donde obtuvo media sanción. La Cámara de Diputados, sin embargo, nunca trató el proyecto, por lo que perdió estado parlamentario en el año 2015.

#### 2015-2018
Entre 2015 y 2018 se presentaron en total ocho proyectos diferentes, todos los cuales perdieron estado parlamentario o nunca obtuvieron la aprobación unificada. Durante la presidencia de Mauricio Macri, en 2016 se trabajó sobre un proyecto de ley que enfrentó oposición por parte del sector minero e inmobiliario y que no contó con apoyo del Poder Ejecutivo para impulsar el debate legislativo. Finalmente, el proyecto obtuvo media sanción pero perdió estado parlamentario en 2018. 

#### 2020
La ola de incendios forestales de 2020, muchos de ellos motivados por cambios en el uso del suelo para la agricultura y el desarrollo inmobiliario, generó una movilización ciudadana para exigir una Ley de Humedales. Esto impulsó el debate en el Congreso de la Nación Argentina, donde se presentaron quince proyectos de ley diferentes. El 5 de agosto comenzó en la Cámara de Diputados el debate sobre la Ley de Humedales, en la Comisión de Recursos Naturales y Conservación del Ambiente Humano, presidida por Leonardo Grosso. Los diez proyectos presentados en Diputados fueron consolidados en un dictamen unificado, que contaba en su momento con la aprobación del Frente de Todos y de Unidad Federal para el Desarrollo. El Proyecto con dictamen unificado fue girado a cuatro comisiones: Agricultura y Ganadería, Asuntos Marítimos Fluviales, Portuarios y Pesqueros y Presupuesto.
En 2020 se presentaron un total de quince proyectos, diez originados en la Cámara de Diputados y cinco con origen en la Cámara de Senadores.
- Diputados: Leonardo Grosso (Frente de Todos),[38] Maximiliano Ferraro (Coalición Cívica),[39] Enrique Estévez (Socialista),[40] Brenda Austin (UCR),[41] Graciela Camaño (Consenso Federal),[42] Gabriela Lena (UCR),[43] Jorge Vara (UCR),[44] Hernán Pérez Araujo (Frente de Todos),[45] Diego Horacio Sartori (Frente de la Concordia Misionero),[46] Nicolás del Caño (Frente de Izquierda).[47]
- Senado: Gladys González,[48] Alfredo Luenzo,[49]  Antonio J. Rodas,[50] Silvia del Rosario Giacoppo,[51] y José Mayans.[52]

La Comisión de Recursos Naturales y Conservación del Ambiente Humano, presidida por Leonardo Grosso, inició el 5 de agosto una serie de encuentros para debatir los diferentes proyectos de ley. Se realizaron varios encuentros con diferentes invitados del sector ambiental, académico, productivo y agropecuario.
Luego de los debates, se trabajó en un dictamen unificado en las Comisiones de Recursos Naturales y Conservación del Ambiente Humano, de Agricultura y Ganadería, de Intereses Marítimos, Fluviales, Pesqueros y Portuarios; de Legislación Penal y de Presupuesto y Hacienda. El dictamen unificado es un proyecto de ley denominado Ley de Presupuestos Mínimos de Protección Ambiental para el Uso Racional y Sostenible de los Humedales. 
El proyecto de ley provee una serie de definiciones, establece una serie de objetivos generales y reconoce y enumera los servicios ecosistémicos que prestan los humedales. El proyecto prohíbe la realización de determinadas actividades que puedan resultar en daño a los ecosistemas, como la fumigación aérea, para evitar la deriva de pesticidas. El proyecto de ley además incluye sanciones económicas y administrativas para quienes ejecuten las actividades previstas en las prohibiciones.

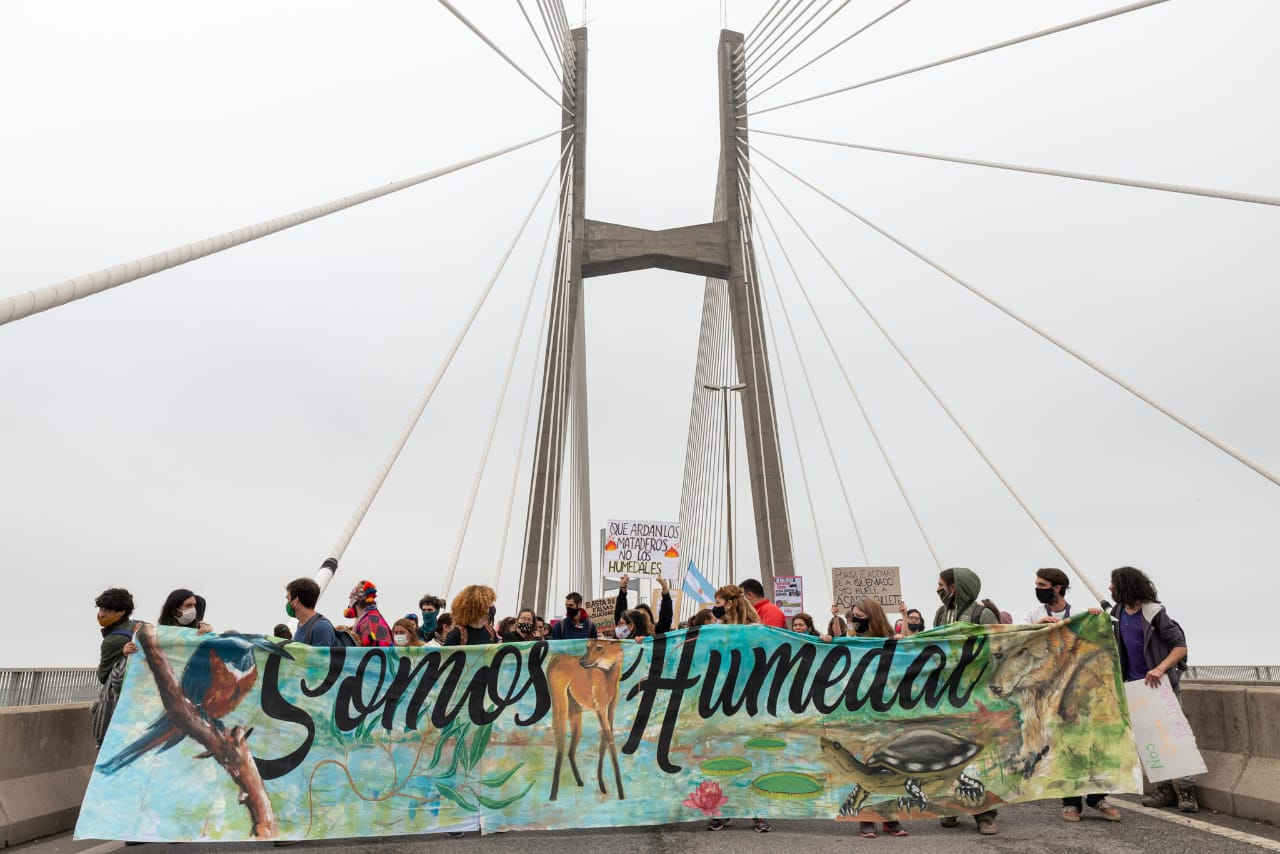
Protestas contra los incendios en el Delta del Paraná, agosto de 2020, en el Puente Rosario-Victoria.

El proyecto establece además los siguientes organismos e instrumentos para la protección y preservación de los humedales:
- Inventario Nacional de Humedales: tendrá como objetivo generar información sobre la ubicación de los humedales y participará en el ordenamiento territorial. Todas las provincias deberán entregar su inventario en un plazo máximo de dos años después de sancionada la ley.
- Fondo Nacional de Humedales: será el fondo fiduciario creado para financiar actividades relacionadas con la gestión, conservación y protección de los humedales. El proyecto establece que las asignaciones para el Fondo Nacional de Humedales no podrán ser inferiores al 0,3 % del presupuesto nacional.
- Programa Nacional de Conservación de Humedales: será un programa en el ámbito del Consejo Federal de Medio Ambiente (COFEMA) encargado de la elaboración e implementación de las actividades destinadas a proteger y preservar los humedales.
- Consejo Consultivo de Humedales: será una instancia de carácter consultivo, donde se intercambiarán ideas, propuestas y experiencias, y donde se producirá un monitoreo y evaluación de la situación y los resultados. Contará con diversos representantes del gobierno, de la sociedad civil, de los sindicatos y del sector académico.

Sin embargo, el Poder Ejecutivo finalmente excluyó en diciembre el tratamiento de la Ley de Humedales de la agenda de las sesiones extraordinarias del Congreso, por lo que el proyecto de ley perdió estado parlamentario a fines de 2021.
Según una investigación realizada por la organización sin ánimo de lucro Fundar, los principales puntos de desacuerdo entre los actores gira alrededor de la definición de qué es un humedal, el inventario de humedales, las sanciones, las moratorias y el sistema de categorización (similar al de la Ley de Bosques Nativos).

### Caso Majul
En el 2019, la Corte Suprema de Justicia de Argentina produjo un fallo histórico para la protección de los humedales. El caso "Majul, Julio Jesús c/ Municipalidad de Pueblo General Belgrano y otros s/ acción de amparo ambiental", fue iniciado por Julio José Majul, de la ciudad de Gualeguaychú. A la causa se sumaron luego varios habitantes de la ciudad, convirtiéndolo en un amparo ambiental colectivo. La denuncia de Majul iba dirigida contra la empresa Altos de Unzué y la Secretaría de Ambiente de la Provincia de Entre Ríos. 

La empresa Altos de Unzué estaba a cargo del proyecto inmobiliario "Amarras de Gualeguaychú", un loteo que proponía construir alrededor de 300 lotes residenciales, 100 lotes residenciales con frentes náuticos, complejos multifamiliares de 200 unidades y un hotel con unas 150 habitaciones. El proyecto se encontraba en la ribera del Río Gualeguaychú, declarado área natural por la Ordenanza Yaguarí Guazú (N° 8914/1989) y por la Ordenanza Florística del Parque Unzué (N° 10.476/2000). El informe ambiental entregado por la empresa reconocía que se realizarían trabajos sobre un área protegida y que el proyecto generaría numerosos impactos ambientales, como pérdida de cobertura vegetal, alteración del comportamiento de la fauna, modificación del cauce del río y afectación del paisaje. 

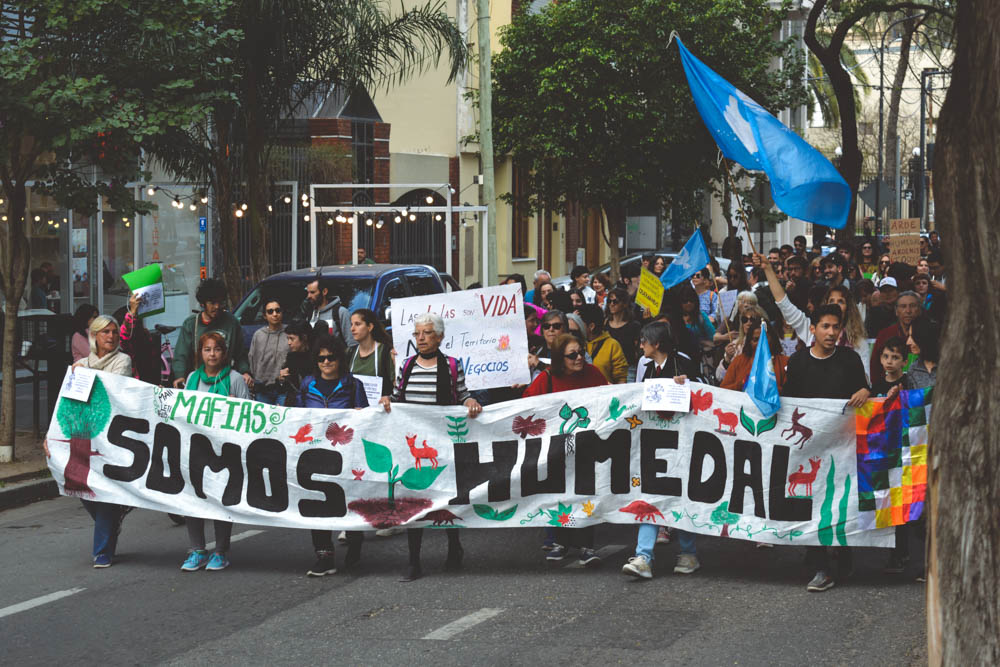
Marcha por los humedales en la ciudad de Santa Fe, septiembre de 2022

Majul había acudido a la corte de Entre Ríos, que rechazó la demanda por procedimientos administrativos. En su demanda en la Corte Suprema de Justicia, Majul incluyó además la solicitud de que se aprobara una medida cautelar y que la empresa cargara con los costos de restaurar el ambiente a su estado original. La Corte Suprema de Justicia produjo un fallo a favor de Majul, donde además ratificó los principios in dubio pro aqua e in dubio pro natura. Estos principios fueron aprobados en la Declaración de Brasilia de Jueces sobre Justicia del Agua, que establece que en caso de duda las leyes deben ser interpretadas de la manera más favorable para la protección y preservación de los recursos de agua y ecosistemas conexos.

### Campañas y movilización ciudadana
El 1 de agosto de 2020, unas 10.000 personas se manifestaron contra los incendios en el Delta del Río Paraná, en reclamo de la aprobación de la Ley de Humedales, cortando el Puente Rosario-Victoria.
El 5 de agosto de 2020 los diputados dieron inicio a los debates en la Comisión de Recursos Naturales y Conservación para discutir los diferentes proyectos de ley. Distintas organizaciones ambientalistas, Jóvenes x el Clima y la Alianza x el Clima convocaron a una campaña en Twitter con el hashtag "#LeyDeHumedalesYa", que fue tendencia en Argentina mientras los diputados se reunían en la Comisión.
El 22 de agosto de 2020 se organizó en Rosario una "marcha viboreante", con un recorrido que imitó el paso de una víbora, una de las especies que encuentra su hábitat en los humedales.

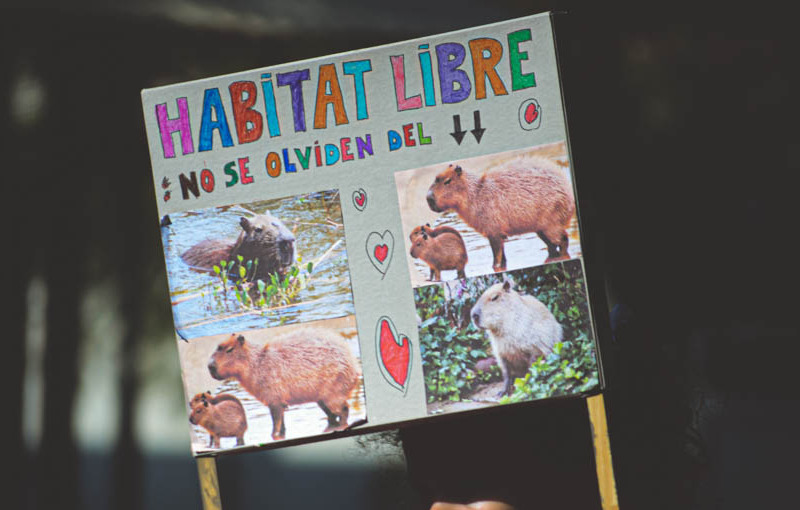
Cartel en reclamo por el carpincho, en clara referencia a los memes del 2020. Marcha en la ciudad de Santa Fe, septiembre 2022.

El 19 de octubre de 2020, la Multisectorial por la Ley de Humedales realizó un corte total de la Avenida Pellegrini en Rosario. El miércoles 30 de septiembre, más de 300 organizaciones ambientales entregaron un petitorio al presidente de la Comisión de Recursos Ambientales, Leonardo Grosso, solicitando la unificación de todos los proyectos presentados.
El 20 de noviembre de 2020, diversas organizaciones ambientalistas entregaron un petitorio exigiendo la Ley de Humedales con más de 650.000 firmas frente al Congreso. El sábado 21 de noviembre, las organizaciones lanzaron una campaña con la intención de alcanzar el millón de firmas.
Del 11 de agosto al 17 de agosto de 2021 se realizó la Travesía por los humedales, un recorrido en kayak desde Rosario hasta Buenos Aires. La remada comenzó en Rosario, con postas en Pueblo Esther, Villa Constitución, San Nicolás de los Arroyos, Ramallo, Vuelta de Obligado, San Pedro,  Baradero, Villa Alsina, Lima, Zárate, Campana  y Belén de Escobar, con destino final Tigre, desde donde se partió el 18 de agosto para exigir el tratamiento del proyecto de ley en plenario de comisiones frente al Congreso de la Nación. La acción fue organizada por la Multisectorial de Humedales de Rosario con el apoyo de cientos de organizaciones. De la acción participaron cerca de 50 kayakistas que recorrieron 350 km en 7 días.
Una nota publicada en el diario La Nación el 18 de agosto sobre la aparición de carpinchos en el barrio cerrado de Nordelta generó una explosión de memes en redes sociales sobre los carpinchos. Los humedales son el hábitat natural de los carpinchos, por lo que la noticia y la explosión de memes impulsó a su vez el reclamo por una Ley de Humedales bajo el hashtag de "#LeyDeHumedalesYa".